# Xinfeng, Ganzhou
Xinfeng är ett härad som lyder under Ganzhous stad på prefekturnivå i Jiangxi-provinsen i sydöstra Kina. Häradet gränsar i väster i Guangdong-provinsen.
Under första hälften av 1930-talet var Xinfeng ett av de häraden som kontrollerades av den Kinesiska sovjetrepubliken.